# Rennell
Rennell (Mu Nggava på polynesisk) er en ø i staten Salomonøerne i Stillehavet. Det er den største ø i provinsen Rennell og Bellona. Øen er cirka 86 km lang og 15 km bred. Det er den største koral-atol i verden.
Trods størrelsen har Rennell altid haft nok så få indbyggere, noget som skyldes dårlige muligheder for at dyrke jorden og begrænset tilgang til ferskvand. På grund af høje rev (120-150 meter) som omgiver øen, er også havfiskerimulighederne begrænsede. For tiden bor der omkring 1500 mennesker på øen, men tallet daler på grund af flytning til hovedstaden Honiara og til plantager på Russell-øerne.
Den østlige del domineres af brakvandssøen Te Nggano (også kaldt Teganosøen), som tidligere var atollens lagune. Det er den største sø på øerne i Oceanien, cirka 155 km². Søen indeholder mange småøer af kalksten.
Den vestlige del er dækket af åse af varierende højde. Øen har ingen floder. Vandet i Teganosøen bruges til vask og madlavning. Ellers samles drikkevand fra kilder og samletanke for regnvand.
Provinshovedstaden Tigoa ligger på Rennell.

## Klima
Rennell har et typisk tropisk klima med stabilt høj fugtighed og temperatur (22-32 grader C). Årlig nedbør ligger på 3000-4000 millimeter. Der er normalt tørtid fra maj til juni-august. Øen ligger i bæltet for tropiske cykloner og rammes relativt hyppigt af disse.

## Historie
Der er fundet spor efter bosætninger så langt tilbage som mellem 2000 og 1600 før vor tidsregning. Dagens indbyggere formodes at være efterkommere efter folk som kom fra Wallis- og Futuna-øerne omkring år 1400 e.Kr. Europæere skal først have kommet til Rennell og naboøen Bellona i 1793. Der har imidlertid aldrig været tale om nogen fast europæisk bosætning på øen.
Under 2. verdenskrig brugte USA Teganosøen som base for PBY Catalina søfly. Efter krigen blev otte fly sænket i søen. Lokalbefolkningen prøvede med store anstrengelser og hovedsagelig ved håndkraft at redde motorerne til brug som generatorer, men lykkedes ikke. De kom alligevel så langt at enkelte propelblade den dag i dag stikker op af søen.
"Rennell" er det engelske navn på det samoiske sprog som tales på øen.

## Landbrug og fiskeri
Jordbunden og klimaet gør dyrehold på Rennell vanskelig. Der er også ringe muligheder for landbrug i større skala. Der dyrkes imidlertid en del rodfrugter (kumara, taro, pana), kål, papaja og kokosnødder, både til eget konsum og salg. Det er almindeligt at dyrke et område i ni måneder, for så at lade jorden ligge brak i omkring fire år.
Der jages på flere fuglearter til mad. Videre er muslinger, skildpadder og hajer almindelig føde i de fleste landsbyer. Nogle steder fanges også krebs, delfiner og blæksprutter, og høstes tang. Dele af befolkningen er adventister, og dette begrænser hvilke havdyr de kan spise. 
I 1957 udsatte myndighederne fiskearten Tilapia mozambica i Teganosøen. Den ser ud til at trives godt i brakvandet, og den er blevet en vigtig proteinkilde for indbyggerne omkring søen.
Til trods for at den vestlige del af øen er klædt med regnskov, er der ingen kommerciel skovbrug på Rennell. Indbyggerne henter imidlertid tømmer og brændsel til eget brug, samt råvarer til f.eks bådbygning, håndværk og medicin.

## Verdensarvsområde
Den østlige tredjedel af øen blev i 1998 indtaget på UNESCOs verdensarvsliste. Området er på omkring 370 km² plus havet ud til 3 sømil fra land. Teganosøen er inkluderet i området.
I begrundelsen fra UNESCO hedder det at Øst-Rennell er et springbræt for arternes udvikling og vandring i det vestlige Stillehavsområde og et meget centralt sted for studier i øers bio-geografi. 

## Ekstern henvisning
- Baggrunden for verdensarvstatussen Arkiveret 24. december 2012 hos  Wayback Machine

11°40′00″S 160°10′00″Ø / 11.6667°S 160.1667°Ø